# 西盟石
西盟石（Ximengite）是一种铋的矿物，成分为磷酸铋（BiPO4），为低温热液作用下的产物，与磷铝铋石等共生。性状为无色透明土状至胶状的固体。首次发现于中国云南西盟佤族自治县，并因此得名。